# Luigi Da Corte
Luigi Da Corte (Auronzo di Cadore, 10 giugno 1973) è un ex hockeista su ghiaccio italiano.

## Biografia

### Club
Cresciuto nell'Hockey Club Auronzo, con cui ha esordito in seconda serie nel 1990, ha poi vestito, nel massimo campionato italiano di hockey su ghiaccio le maglie di Mastini Varese (1993-1994), CourmAosta (1994-1995), Asiago (1995-1996 e poi dal 2001 al 2004), Bolzano (1997-1998), Merano (1998-2001, ma con gli altoatesini aveva disputato in precedenza anche un campionato in seconda serie, 1996-1997), Cortina (2004-2010) e Val Pusteria (da gennaio 2010 a fine stagione, quando annunciò il ritiro).

### Nazionale
Ha disputato due campionati europei con la nazionale Under-18 (entrambi di gruppo B, nel 1990 e nel 1991), e due edizioni del campionato mondiale Under 20 (nel 1991 di gruppo C, nel 1993 di gruppo B).
Nell'estate del 1992 ha fatto il suo esordio con la nazionale maggiore, in una serie di incontri amichevoli giocati in Canada contro selezioni locali ed il Giappone.
Nel 1994 disputò sia i giochi olimpici che i mondiali disputati in casa.
Rimarrà nel giro azzurro fino al 1997, ma non disputerà più alcun torneo ufficiale.

## Palmarès
- Campionato italiano: 3

Bolzano: 1997-1998
Merano: 1998-1999
Cortina: 2006-2007
- Coppa Italia: 1

Asiago: 2001-2002
- Supercoppa italiana: 1

Asiago: 2003-2004